# Mozart Group
Mozart Group — недіюча приватна військова компанія, яка діяла в Україні під час російського вторгнення в Україну у 2022 році. Група Mozart складалася із західних добровольців із військовим досвідом, займалася навчанням українських волонтерів, доставкою гуманітарної допомоги, включаючи предмети гігієни та продукти харчування, у прифронтові міста та евакуація найбільш вразливих категорій людей із зон підвищеного ризику бойових дій.
Співзасновниками були Ендрю Мілберн, полковник морської піхоти США у відставці, який також очолив Mozart Group, та Ендрю Бейн, колишній полковник морської піхоти США, який став фінансовим директором Групи.
Mozart Group припинила свою діяльність у січні 2023 року через брак коштів. Протягом останніх місяців вона також стикалася зі зростаючими операційними труднощами.

## Загальна інформація
Назва групи обрана як відсилання і контрапункт до російської ПВК «Вагнер», обидві групи, таким чином, названі на честь німецькомовних композиторів. Врятований пес, на ім'я Річі служить талісманом групи.
Mozart Group була створена як LLC (товариство з обмеженою відповідальністю), зареєстроване у Вайомінгу, США, і зареєстрована як благодійна організація відповідно до розділу 501(c)(3) розділу 26 Кодексу США. Mozart Group дозволяє здійснювати неоподатковувані пожертви через свою «альтер-его» організацію Task Force Sunflower. Mozart Group не бере безпосередньої участі в бойових діях (окрім самооборони), її добровольці не носять зброю без необхідності, і вона дотримується законів США про нейтралітет, які забороняють громадянам США вступати до іноземних збройних формувань, іноземних збройних сил або розпочинати війну проти країн, які не перебувають у стані війни зі США. Мілберн заявив, що Mozart Group не має жодних контактів з урядом США і не отримує жодної підтримки від нього, але він хотів би, щоб було більше контактів з урядом США та державного фінансування з боку західних країн.

### Заснування
Mozart Group була заснована в середині березня Ендрю Мілберном, полковником морської піхоти США у відставці з більш ніж 31-річним стажем служби в американській армії. Мілберн служив у Сомалі, Іраку та Афганістані. Деякі конфлікти, в яких він брав участь протягом своєї кар'єри, були морально неоднозначними, що призвело до його розчарування, і, як наслідок, він відчув покликання допомогти українській справі, яку він вважав морально справедливою. Мілберн прибув до України на початку березня 2022 року як кореспондент американського військового видання Task & Purpose.
Мілберн став співзасновником Mozart Group разом з Ендрю Бейном, бізнесменом і колишнім полковником морської піхоти, який понад 30 років працював в Україні у сфері медіа та маркетингу. Після початку російсько-української війни Бейн заснував «Фонд Вільна Україна» (англ. “Ukrainian Freedom Fund”), благодійну організацію, яка закуповувала обладнання для українських військових на гроші, зібрані через пожертви. Бейн Ендрю Найт став власником 51 % акцій Mozart Group і виконував обов'язки генерального директора, тоді як Мілберну належала 49 % акцій.
Заснувавши Mozart Group, Мілберн відкрив офіс у Києві та почав збирати пожертви. Згодом група переїхала з Києва в Донецький регіон.

### Персонал і діяльність
Спочатку Mozart Group швидко розширилася і налічувала понад 50 осіб з більш ніж десятка країн світу. Станом на серпень 2022 року Mozart Group складалася з 20-30 добровольців зі США, Великої Британії, Ірландії та інших західних країн. Членами групи були переважно колишні учасники спецоперацій. Більшість з них були англомовними, віком від 30 до 45 років.
Mozart Group пропонувала більш гнучкі контракти, ніж Інтернаціональний легіон територіальної оборони України. Потенційні нові члени ретельно перевірялися. Тим не менш, багато співробітників Mozart були ветеранами бойових дій з посттравматичним стресовим розладом і проблемами з алкоголем, що становило проблему для керівництва компанії. Добровольцям Mozart Group заборонялося брати участь у бойових діях, а якщо вони це робили, то підлягали негайному виключенню з компанії.
Mozart Group проводила різні форми навчання (в тому числі фронтові тренування, нічні тренування, тренування новобранців та офіцерів, тренування з боротьби з безпілотниками, протитанкові ракетні тренування), евакуації та порятунок цивільного населення, розподіл гуманітарної допомоги та надання першої медичної допомоги.

### Фінансування
За словами Мілберна (станом на грудень 2022 року), щомісячні витрати Mozart Group становили близько 170 000 доларів, а щотижневі бюджети евакуаційних команд — близько 2000 доларів. Mozart Group отримувала фінансування переважно від приватних американських донорів. Одними з найбільших донорів були фінансисти єврейсько-українського походження зі Східного узбережжя та техаський бізнесмен. Гуманітарна організація також надавала фінансову підтримку з конкретною метою — допомогти в евакуації.
Мілберн висловив бажання отримати фінансування від західних урядів, яке, на його жаль, не було отримано, незважаючи на те, що Mozart Group «заповнила нішу, яку ніхто інший не заповнював», заявивши, що така державна фінансова підтримка Mozart Group це «абсолютно очевидне рішення». Мілберн сказав, що уряд США був стурбований тим, що надання фінансування Mozart Group може перетворити її на приватного військового підрядника, який бере участь у війні.
Mozart Group припинила свою діяльність у січні 2023 року після того, як вичерпала свої фонди; до моменту припинення діяльності вона зібрала понад мільйон доларів пожертв.

## Операційна історія
Спочатку Mozart Group тренувала сили цивільної оборони Києва під час оборони столиці. На рубежі літа 2022 року Mozart Group відчула зростання попиту на свої тренінги з боку українських підрозділів, але була не в змозі фінансувати навчання. У вересні 2022 року Mozart Group втратила ключове джерело фінансування, коли благодійна організація під назвою Allied Extract вирішила використовувати менш дорогі українські команди для порятунку мирних жителів.
Mozart Group привернула увагу керівника ПВК «Вагнер» Євгена Пригожина під час битви за Бахмут, коли Mozart Group проводила навчання та евакуацію цивільного населення навколо Бахмута, поки місто перебувало в облозі найманців «Вагнера». У листопаді 2022 року Пригожин стверджував, що Mozart Group взяла на себе командування українською бригадою, описуючи Mozart Group як «американських найманців». Сайт Mozart Group зазнав DoS-атаки незабаром після висловлювань Пригожина, які були розтиражовані в російських ЗМІ. Згодом Мілберн заявив, що ПВК «Вагнера» може бути мішенню для волонтерів Mozart Group, зазначивши, що кілька готелів, де зупинялися волонтери Mozart Group, були обстріляні з ракетних установок. Мілберн також повідомив, що він перебуває в постійному контакті з українськими розвідниками та військовими щодо загрози, яку становить ПВК «Вагнера».
У листопаді 2022 року видання Intelligence Online повідомило, що Mozart Group має намір перетворитися на звичайного комерційного приватного військового підрядника і розширити свою діяльність на інші країни (пізніше це твердження підтвердив операційний директор «Моцарта»).
У листопаді 2022 року Mozart Group стикнулося з критичним браком коштів, і її керівництво вирішило працювати без оплати. У грудні 2022 року Мілберн висловив занепокоєння, що Mozart Group залишиться без коштів вже на початок 2023 року.
У грудні 2022 року The National, близькосхідне англомовне видання, що базується в Абу-Дабі, повідомило з посиланням на анонімне західне джерело з питань безпеки, яке працює в Україні, що військова підготовка українських військ, яку проводила Mozart Group, зробила значний внесок у зміцнення українського військового потенціалу. В результаті члени Mozart Group опинилися в розстрільному списку ПВК «Вагнера», де Мілберн був визначений головною мішенню.

## Внутрішня боротьба та розформування
Наприкінці 2022 року Бейн звернувся до Мілберна з проханням викупити 51 % акцій Mozart Group, які належали Бейну, за 5 мільйонів доларів. Мілберн відповів Бейну, що не може зібрати таку суму. Незабаром після цього вони перестали спілкуватися. 11 грудня Мілберн і деякі інші співробітники Mozart прийшли до штаб-квартири компанії, щоб забрати військове обладнання та особисті речі, які, за словами Мілберна, були необхідні для майбутньої роботи на Донбасі, в регіоні, де ведуться інтенсивні бойові дії. Охоронець відмовив групі у вході до приміщення Mozart Group, яке знаходилося в будівлі, що належить Бейну. Група вирішила стримати охоронця і увірватися до їхньої штаб-квартири, щоб забрати обладнання. 10 січня 2023 року Бейн подав позов проти Мілберна, звинувативши його в розкраданні коштів організації - найм секретарки (яку він зустрів на сайті онлайн-знайомств) з заробітною платою 90 000 доларів, постійні витрати на бари та нічні клуби, вимагаючи, щоб суд виключив Мілберна з Mozart Group і зобов'язав відшкодувати збитки. Мілберн заперечував звинувачення і, в свою чергу, висунув численні зустрічні звинувачення проти Бейна. Бейн і Мілберн контролювали акаунти Mozart Group у соціальних мережах на різних платформах, що призвело до того, що вони обмінювалися взаємними звинуваченнями, використовуючи профіль, який вони особисто контролювали. 
Всі співробітники Mozart Group, опитані Нью-Йорк таймс, висловили співчуття Мілберну. Оцінки експертів щодо конфлікту між засновниками різняться, але вони єдині в тому, що ця ситуація зіграла проти глобальних гуманітарних цілей Моцарта. Політичний експерт Чой, наприклад, відмітив, що Мілборну тепер треба працювати над своєю репутацією для відновлення діяльності в майбутньому. 
У січні 2023 року Mozart Group припинила своє існування після того, як у неї закінчилися кошти. В останні місяці свого існування вона зіткнулася з дезертирством, міжусобицями, фінансовими проблемами та юридичною суперечкою між двома співзасновниками Mozart Group. Кілька колишніх співробітників, опитаних The New York Times, висловили бажання продовжити свою роботу, якщо це можливо.
Розбираючи конфлікт, видання Responsible Statecraft зазначило: "Жодна сторона не прокоментувала позов. Бейн написав, що всі питання адресує юристам. Запити до Мілборна та Mozart Group не отримали відповіді."